# Valdeblore
Valdeblore (Italiaans: Valdiblora; Niçardisch: Vaudeblòra; Occitaans: Val de Blora) is een gemeente in het Franse departement Alpes-Maritimes (regio Provence-Alpes-Côte d'Azur) en telt 796 inwoners (2005). De plaats maakt deel uit van het arrondissement Nice.
Valdeblore bestaat niet als plaats maar bevat een aantal kleinere kernen, allen gelegen in de vallei van de Blore aan welke de gemeentenaam is afgeleid: Saint-Dalmas, La Roche, La Bolline, Mollières en La Colmiane.

## Geografie
De oppervlakte van Valdeblore bedraagt 94,9 km², de bevolkingsdichtheid is 8,4 inwoners per km².
De onderstaande kaart toont de ligging van Valdeblore met de belangrijkste infrastructuur en aangrenzende gemeenten.

## Demografie
Onderstaande figuur toont het verloop van het inwonertal (bron: INSEE-tellingen).
Vanwege een beveiligingsprobleem met de MediaWiki Graph-software is het momenteel niet mogelijk deze grafiek weer te geven. Zodra de software is bijgewerkt zal de grafiek vanzelf weer zichtbaar worden.